# Трансплантация кишечника
Трансплантация кишечника (интестинальная трансплантация или трансплантация тонкой кишки) — это хирургическая замена тонкой кишки при хронической и острой кишечной недостаточности . В то время как кишечную недостаточность часто можно лечить с помощью альтернативных методов лечения, таких как парентеральное питание (ПП), такие осложнения, как заболевание печени, связанное с ПП, и синдром короткой кишки могут сделать трансплантацию единственным жизнеспособным вариантом. Один из самых редких видов трансплантации органов, трансплантация кишечника становится все более распространенной в качестве терапевтического варианта благодаря усовершенствованию иммуносупрессивных режимов, хирургической техники, ПП и клинического ведения пациентов до и после трансплантации. 

## История
Исследования возможности трансплантации кишечника восходят к 1959 году, когда группа хирургов из Миннесотского университета под руководством Ричарда К. Лиллехей сообщила об успешной трансплантации тонкой кишки у собак. Пять лет спустя, в 1964 году, Ральф Детерлинг в Бостоне предпринял первую, неудачную, попытку пересадки кишечника человеку. В течение следующих двух десятилетий попытки трансплантации тонкой кишки людям потерпели повсеместную неудачу, и пациенты умерли от технических осложнений, сепсиса или отторжения трансплантата. 
Однако открытие в 1972 году иммунодепрессанта циклоспорина вызвало революцию в области трансплантологии. 
Благодаря этому открытию в 1988 году Э. Делтц провел первую успешную трансплантацию кишечника в Германии, за которой вскоре последовали операции хирургов Франции и Канады. Трансплантация кишечника перестала быть экспериментальной процедурой, а стала спасительной терапией. 
В 1990 году на рынке появился иммунодепрессант такролимус как лучшая альтернатива циклоспорину. За десятилетия, прошедших с тех пор, операции по пересадке кишечника значительно продвинулись как по количеству, так и по результатам. .

## Предтрансплантационные диагнозы и синдром короткой кишки
Отказ тонкой кишки будет опасен для жизни из-за неспособности поглощать питательные вещества, жидкости и электролиты из пищи. Без этих необходимых веществ и способности поддерживать энергетический баланс невозможно поддерживать гомеостаз, и прогноз будет неутешительным. Причины кишечной недостаточности могут быть клинически сложными и возникать в результате сочетания алиментарных, инфекционных, травматических и метаболических осложнений, влияющих на обычную анатомию и физиологию. Многие основные состояния, которые служат предвестниками отказа, имеют генетическую или врожденную природу. Например, тяжелое воспаление, изъязвление, кишечная непроходимость, свищ, перфорация или другие патологии болезни Крона могут серьезно нарушить функцию кишечника. Несмотря на опасность, которую эти состояния могут представлять сами по себе, они могут привести к еще более серьезным осложнениям, требующим замены пораженного кишечника. Единственной ведущей причиной пересадки кишечника является синдром короткой кишки, который часто является вторичным состоянием какой-либо другой формы кишечного заболевания.   Синдром короткой кишки (СКК) был причиной 73% трансплантаций кишечника в США в 2008 году, за ним следовали функциональные проблемы с кишечником (15%) и другие причины (12% случаев). Врождённый СКК, к счастью, встречается редко, по оценкам, 3 случая на 100 000 рождений.  Наиболее распространенной причиной СКК является хирургическое удаление части кишечника, выполняемой для лечения различных гастроэнтерологических и врожденных состояний, таких как болезнь Крона, некротизирующий энтероколит, мезентериальная ишемия, нарушение моторики, омфалоцеле / гастрошизис, опухоли и заворот кишок . 

## Альтернативные методы лечения

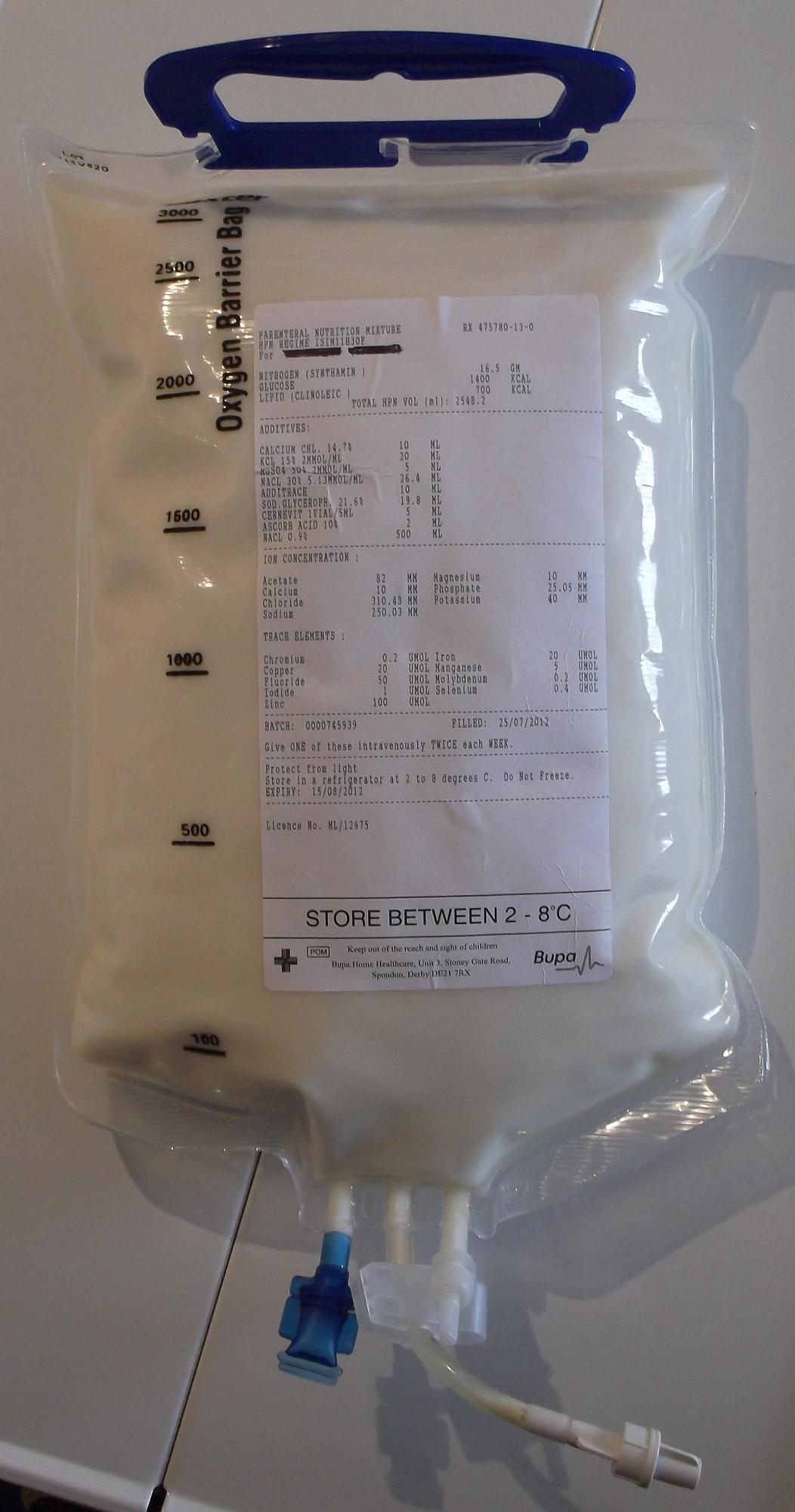
Лекарственная форма для парентерального питания.

Независимо от основного заболевания, потеря функции кишечника не обязательно требует трансплантации. Некоторые состояния, такие как некротизирующий энтероколит или заворот кишок, могут быть адекватно устранены с помощью других хирургических и нехирургических методов лечения, особенно если СКК так и не развился. Человек может получать питательные вещества внутривенно через ПП, полностью минуя потребление пищи и ее последующее переваривание. Долговременное выживание при СКК и без ПП возможно при энтеральном питании, но этого недостаточно для многих пациентов, так как оно зависит от способности оставшегося кишечника к адаптации и увеличению его всасывательной способности. Хотя это сложнее и дороже в выполнении, любой человек может получить ПП. Хотя ПП может удовлетворить все потребности в энергии, жидкости и питательных веществах и может выполняться в домашних условиях, качество жизни может значительно снизиться. В среднем введение ПП занимает от 10 до 16 часов, но может занять до 24 часов. В течение этого времени повседневная жизнь может быть значительно затруднена из-за подключения к внутривенному насосу .   Длительное ПП может привести к многочисленным заболеваниям, включая тяжелое обезвоживание, инфекции, связанные с катетером, и заболевания печени.   Заболевания печени, связанные с ПП, поражают до 50% пациентов в течение 5–7 лет, что коррелирует с уровнем смертности 2–50%. 
Другим альтернативным трансплантации методом лечения для пациентов с СКК является хирургическое удлинение кишечника с помощью либо серийной поперечной энтеропластики (СПЭ), либо более старой техники продольного удлинения и подгонки кишечника (ПУПК). Хотя обе процедуры способствуют увеличению длины примерно на 70%, СПЭ несколько более благоприятна с точки зрения более низкой смертности и прогрессирования до трансплантации.  Тем не менее, положительное решение по любой из этих процедур может снизить уровень требуемого ПП, если не полностью свести на нет его обязательное использование.  

## Показания
Существует четыре одобренных Medicare и Medicaid показания для трансплантации кишечника: потеря двух из шести основных путей венозного доступа, множественные эпизоды опасного для жизни сепсиса, связанного с катетером, нарушения водно-электролитного баланса на фоне максимальной медикаментозной терапии и ПП-ассоциированное заболевание печени. Трансплантация также может быть выполнена, если рост и развитие пациента-ребёнка не происходит, или в экстремальных обстоятельствах для пациентов с исключительно низким качеством жизни на ПП.   Необходимо проконсультироваться с междисциплинарной командой, состоящей из хирургов-трансплантологов, гастроэнтерологов, диетологов, анестезиологов, психиатров, финансовых представителей и других специалистов, чтобы оценить план лечения и убедиться, что трансплантация является лучшим вариантом для пациента. Необходимо провести психологическую подготовку как для трансплантационной бригады, так и для пациента. Раннее направление требует доверия между всеми сторонами, участвующими в операции, чтобы гарантировать, что поспешность суждений не приведет к преждевременной трансплантации.  
Другие абсолютные противопоказания к пересадке кишечника включают наличие системных и нелеченых местных инфекций, злокачественного рака, тяжелых неврологических нарушений и тяжелых сердечных и/или легочных заболеваний . Эти критерии аналогичны установленным рекомендациям по трансплантации других органов.  ВИЧ-инфекция является относительным противопоказанием для трансплантации кишечника; Отчаявшиеся неизлечимые пациенты могут принять трансплантат от ВИЧ-положительного донора, если они готовы подвергнуть себя риску заражения ВИЧ. 

## Типы трансплантатов
Существует три основных типа пересадки кишечника: изолированный кишечный трансплантат, комбинированный кишечно-печеночный трансплантат и мультивисцеральный трансплантат, в который также могут быть пересажены другие органы брюшной полости . В самом простом и обычном трансплантате, изолированном кишечном трансплантате, пересаживают только участки тощей и подвздошной кишки .  Их проводят при отсутствии печеночной недостаточности. В случае тяжелой дисфункции печени из-за ПП, дефицита ферментов или других сопутствующих факторов, печень может быть пересажена вместе с кишечником. В мультивисцеральном трансплантате желудок, двенадцатиперстная кишка, поджелудочная железа и/или толстая кишка могут быть включены в трансплантат. Мультивисцеральные трансплантаты рассматриваются, когда основное заболевание значительно поражает другие отделы пищеварительной системы, например, интраабдоминальные опухоли, которые еще не метастазировали, обширный венозный тромбоз или артериальная ишемия брыжейки и моторные синдромы.  

## Предоперационный период
Донорский кишечник, как и все органы, должен быть подобран реципиенту до выздоровления, чтобы подготовить его и свести к минимуму время, которое орган проводит вне тела .  Потенциальные реципиенты вносятся в Международный реестр кишечных трансплантатов (ITR), где они вносят свой вклад в растущее понимание трансплантации кишечника в мире. Перед трансплантацией необходимо найти подходящий орган. В Соединенных Штатах сопоставление всех органов координируется Объединенной сетью обмена органами (UNOS). Стандартный кишечный донор обычно имеет посмертный диагноз «смерть головного мозга».  С точки зрения исходов трансплантации доноры с мертвым мозгом предпочтительнее доноров, перенесших сердечно-легочную смерть . Если дыхание можно поддерживать с помощью аппарата ИВЛ, у доноров с мертвым мозгом могут сохраняться сердечная, эндокринная и выделительная функции. При правильном управлении продолжение кровотока и телесного метаболизма позволяет получить более здоровые органы для получения и дополнительное время для подготовки реципиентов к трансплантации.  Кроме того, возможно извлечение терминального отдела подвздошной кишки у живых доноров , и в настоящее время разрабатывается лапароскопическая техника для забора ограниченных участков тонкой кишки у живых доноров.  При определении потенциального совпадения донор-реципиент важными характеристиками являются размер донора, возраст, качество ткани, группа крови и гистосовместимость. Если кишечник слишком велик, его нельзя трансплантировать молодым или маленьким пациентам. В идеале кишечник следует выбирать у доноров с меньшим весом, чем у предполагаемых реципиентов, чтобы обеспечить простое закрытие раны брюшной полости.  Если пациент слишком молод или слишком стар, он может быть недостаточно вынослив, чтобы пережить операцию и период восстановления.  Если донорские и реципиентные органы не соответствуют требованиям совместимости, перспектива отторжения органов организмом практически неизбежна.
Отторжение органа — это неблагоприятное обстоятельство, когда иммунная система хозяина распознает пересаженный орган как чужеродный. Это наиболее заметное осложнение, с которым сталкиваются реципиенты трансплантата. Через Т-клеточные рецепторы Т-лимфоциты способны различать свои и чужие ткани путем распознавания человеческих лейкоцитарных антигенов (HLA), связанных с белком главного комплекса гистосовместимости (MHC), расположенным на поверхности клеток органа. После того, как идентифицирован как чужеродный, иммунная система начинает разрушать трансплантированную ткань. Тест на панельные реактивные антитела (PRA) измеряет долю населения, на которую реципиент будет реагировать через уже существующие антитела к различным антигенам HLA; другими словами, насколько вероятно, что пациент остро отторгнет свой новый трансплантат. Поэтому важно, чтобы статусы HLA и PRA были проверены и продемонстрировали низкую иммунореактивность пациента к трансплантату  В некоторых случаях реципиент может страдать от реакции «трансплантат против хозяина », при которой клетки пересаженного органа атакуют клетки реципиента.
Для обеспечения надлежащей гистосовместимости, качества ткани и защиты от инфекций кровь следует собирать и анализировать в лаборатории. В дополнение к HLA- и PRA-типированию, как донору, так и реципиенту следует выполнить общий анализ крови, профиль коагуляции, полную метаболическую панель и тесты на определение группы крови по системе ABO .  АВО-несовместимые трансплантаты иногда могут быть выполнены у очень маленьких пациентов педиатрического возраста, поскольку их иммунная система еще не полностью развилась и для которых смертность в листе ожидания остается высокой.  Кроме того, сыворотка крови должна быть проверена на наличие вирусов, включая антитела к ВИЧ, гепатитам В и С, цитомегаловирусу (ЦМВ) и вирусу Эпштейна-Барра (ВЭБ), чтобы предотвратить инфекцию.  В частности, в системе с ослабленным иммунитетом, вызванной трансплантацией, эти вирусы могут нанести ущерб организму и стать чрезвычайно опасными, даже смертельными. Даже при здоровом физиологическом уровне, совместимости по системам ABO и HLA и отсутствии признаков бактериальных, вирусных и грибковых инфекций трансплантация органов не лишена экстрахирургического риска. 

## Список ожидания и результаты пожертвований
Серьезной проблемой, стоящей перед предприятием по пересадке кишечника, является удовлетворение потребности в кишечнике, пригодном для пересадки, особенно в Соединенных Штатах, где выполняется большинство операций по пересадке кишечника.  Существует узкий временной интервал между получением и трансплантацией, при котором любой орган остается жизнеспособным, и возникают логистические проблемы, связанные с объединением органа и реципиента. Во время забора извлекаемые органы охлаждают и заливают раствором для консервации. Это замедляет активность органов и увеличивает время, в течение которого они остаются жизнеспособными для трансплантации.  Хотя охлаждение и перфузия могут увеличить продолжительность жизни кишечника на несколько часов, неудача все еще неизбежна, если не будет проведена трансплантация. Эта продолжительность между охлаждением органа при заборе и восстановлением физиологической температуры при имплантации является временем холодовой ишемии . Из-за чувствительности кишечника к ишемическому повреждению многие потенциальные донорские органы теряются в результате событий, следующих за смертью и травмой головного мозга. Кроме того, необратимое повреждение кишечника наблюдается примерно через 5 часов холодовой ишемии в виде повреждения слизистой оболочки и транслокации бактерий за пределы желудочно- кишечного тракта . Таким образом, обеспечение выживаемости сердца и близкое расположение донора и реципиента перед получением имеют важное значение, чтобы органы не находились слишком долго вне тела и без кровотока.  Не хватает не только кишечников, пригодных для пересадки, но и числа центров, обладающих возможностями для проведения сложной процедуры трансплантации. На 2005 год в мире был только 61 медицинский центр, способный выполнить пересадку кишечника.  Кроме того, многие маленькие дети, особенно с весом менее 5 кг, не могут найти трансплантат из-за отсутствия доноров подходящего размера. 
Несмотря на эти проблемы, получение кишечника для трансплантации в Соединенных Штатах весьма вероятно. В 2008 году в списке ожидания на трансплантацию кишечника в США было 212 человек, 94% из которых были гражданами США.  Независимо от типа трансплантата, более половины новых зарегистрированных лиц моложе 5 лет. Взрослые составляют следующую по величине группу, за которой следуют педиатрические пациенты в возрасте 6 лет и старше. В 2008 году этнический состав листа ожидания на трансплантацию кишечника составлял 65% белых, 18% черных, 16% латиноамериканцев, 1% азиатов и 0,5% других или смешанных рас, что напоминает демографию населения США в то время, за исключением представленности ниже средней азиатской группы. Группы крови ABO также соответствовали общей популяции: 31% A, 14% B, 5% AB и 50% O.  В 2004 году средний период ожидания трансплантата составлял 220 дней,  медиана 142 дня в 2008 году.  Скорость добавления списков ожидания менялась из года в год; прирост увеличивался до 2006 года (добавлено 317), но затем снизился в 2012 году (добавлено 124).  В 2007 году только 9% пациентов из списка ожидания в США умерли в ожидании трансплантации.  Смертность в списках ожидания достигла своего пика примерно в 2002 году и была самой высокой среди пациентов с заболеваниями печени и кишечника (в педиатрии). Смертность среди всех групп детей, ожидающих трансплантации кишечника и печени, снизилась за годы, предшествовавшие 2014 году, в то время как смертность от кишечника и печени у взрослых снизилась менее резко. Снижение в последние годы, вероятно, связано с улучшением ухода за младенцами с кишечной недостаточностью и, как следствие, с уменьшением числа направлений на трансплантацию.  Несмотря на то, что в Штатах было сделано много улучшений, результаты везде по-прежнему демонстрируют много возможностей для улучшения. Во всем мире 25% педиатрических пациентов, находящихся в листе ожидания на трансплантацию кишечника, умирают, не успев ее получить. 

## Протокол забора донорского кишечника
После подбора органа сложная операция по извлечению тонкой кишки может быть выполнена командой хирургов-трансплантологов брюшной полости. После того, как донор выбран и одобрен для донорства, может быть инициировано несколько предварительных процедур для уничтожения микроорганизмов и иммунных клеток . Кишечник донора необходимо деконтаминировать несколькими антибиотиками, включая неомицин, эритромицин, амфотерицин В и цефалоспорин. Их также можно лечить антилимфоцитарными антителами ( антитимоцитарный глобулин, алемтузумаб ), облучением, направленным на чрезмерную брыжеечную лимфатическую ткань, и промывать кишечник. 
Как только подготовка донора завершена, забор можно начинать с использованием методов, стандартных для любых заборов органов брюшной полости. Бригада обнажает брюшную полость и вводит две канюли для инфузии органосохраняющего раствора Университета Висконсина в аорту и нижнюю брыжеечную вену . Поскольку органы брюшной полости охлаждаются на месте, окружающие ткани рассекаются, чтобы их можно было быстро извлечь. На следующем этапе аорту пережимают, перекрывая кровоснабжение органов. Как только подача крови и кислорода к органу прекращается, смерть органа быстро приближается, если не будут предприняты шаги для его сохранения до трансплантации. Поэтому органы полностью обескровливают, промывают прохладным консервирующим раствором и извлекают из тела.   При изолированной пересадке кишечника толстая кишка отделяется от тонкой. Слепая кишка и восходящая ободочная кишка деваскуляризированы, при этом стараются сохранить основные сосуды в подвздошной кишке. Тощая кишка отделяется от двенадцатиперстной кишки с сохранением сосудистой сети тощей кишки, подвздошной кишки, брыжейки и поджелудочной железы. Если поджелудочная железа здорова, ее часто можно получить в качестве дополнительной изолированной закупки. Кишечный аллотрансплантат, когда он готов к извлечению, прикрепляется к брыжеечной ножке, где сосуды выходят из кишечной системы. Эта ножка закрывается скобами и может быть отделена от тела через поперечный разрез для создания сосудистой манжеты. Полный кишечный аллотрансплантат затем можно извлечь и обернуть хирургическим полотенцем .  Протоколы для комбинированного извлечения печени и мультивисцеральных органов гораздо более сложны и подробны, чем для взятия одного изолированного кишечника. 

## Протокол трансплантации

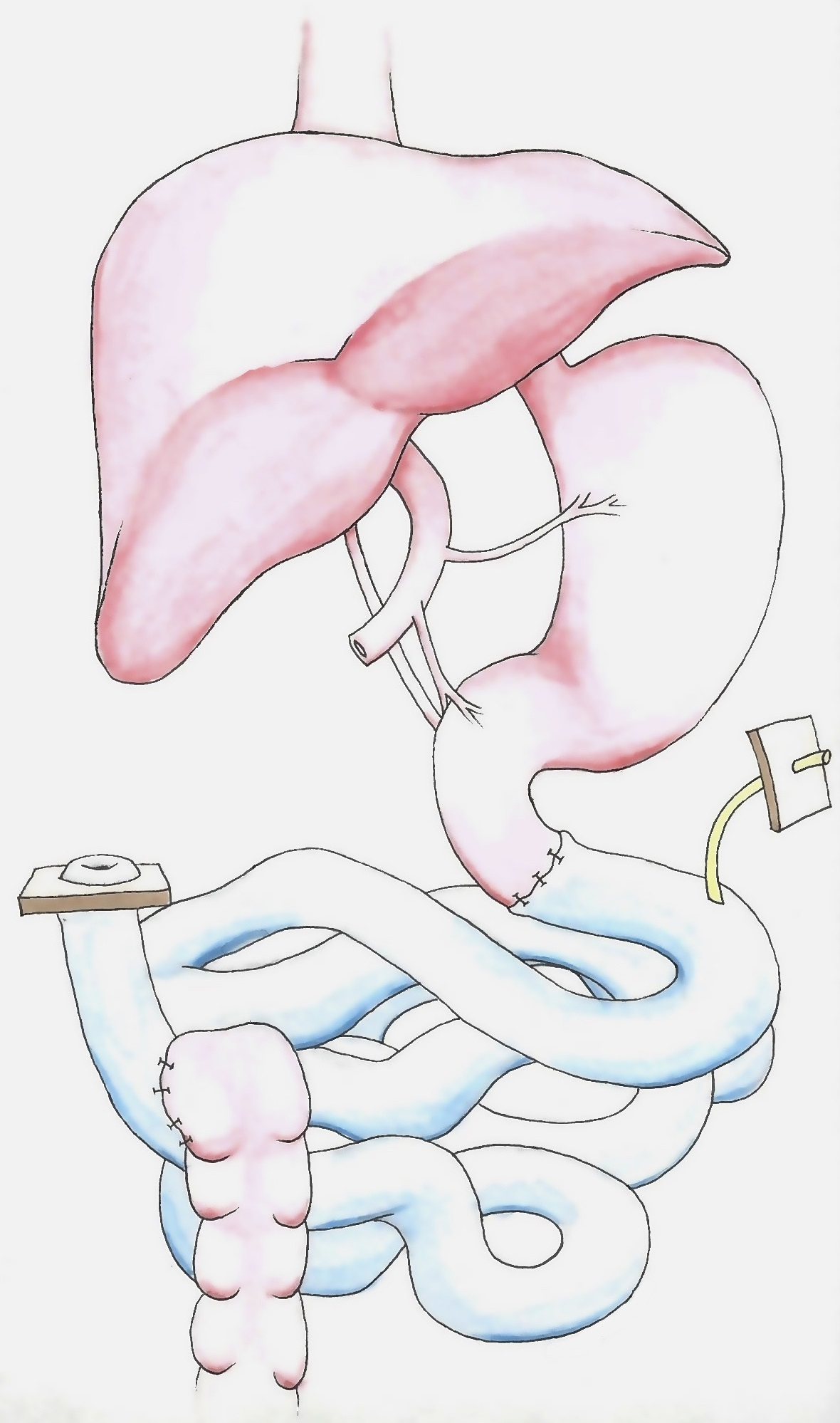
Изолированная схема трансплантации кишечника.

Во-первых, необходимо удалить любую брюшную рубцовую ткань от предыдущих операций. При подготовке к сосудистому анастомозу рассекают аорту и полую вену с последующим рассечением проксимального и дистального концов пищеварительного тракта. Затем накладывают анастомоз для реваскуляризации трансплантата. Артериальные сосуды соединяются с брюшной аортой, ниже почек . Однако венозный дренаж или повторное прикрепление трансплантированного органа к венозной системе может выполняться по-разному в зависимости от уникальной внутрибрюшной сосудистой сети реципиента. Трансплантат обычно дренируют системно в инфраренальную полую вену, но также можно дренировать портально в печеночную воротную или верхнюю брыжеечную вену .  Затем трансплантат реперфузируют кровью и любое кровотечение останавливают до того, как проксимальный и дистальный концы кишечника трансплантата соединяют с исходным пищеварительным трактом. Затем создают петлевую илеостому, чтобы обеспечить легкий доступ для будущего эндоскопического наблюдения и биопсии . Перед закрытием брюшной стенки может быть установлена гастрономическая или еюностомическая трубка для кормления . 
При пересадке печени вместе с кишечником у реципиента сначала должна быть удалена его собственная печень . После этого анастомозируют аорту, полые и воротные вены донора и реципиента. Затем трансплантат промывают перед удалением кавальных зажимов . Затем кишечник реконструируют, как при изолированном кишечном трансплантате, прежде чем соединить с желчным протоком, обслуживающим новую печень.  Многовисцеральные трансплантаты особенно сложны и подвержены осложнениям, потому что все органы должны пережить совместное получение, транспортировку и трансплантацию. Все три из этих мер адаптированы к индивидуальным потребностям получателя.  Сохранение нативных селезенки, поджелудочной железы и двенадцатиперстной кишки при мультивисцеральной трансплантации может снизить риск дополнительных осложнений. 

## Послеоперационный период
После процедуры пациент находится под активным наблюдением в отделении интенсивной терапии (ОИТ). Вводятся антибиотики широкого спектра действия, контролируют кровотечение и измеряют рН сыворотки и уровень лактата для подтверждения ишемии кишечника. Иммунная система пациента сильно модулируется сразу после операции. Начальная фаза лечения состоит из назначения такролимуса с кортикостероидами для подавления активации Т-лимфоцитов. Затем для дальнейшего подавления иммунного ответа пациенту вводятся индивидуально различные комбинации антагонистов рецепторов интерлейкина-2 (IL-2) (даклизумаб, базиликсимаб), антипролиферативные агенты (азатиоприн, микофенолат мофетил) и препараты циклофосфамид и сиролимус.  Биодоступность этих препаратов зависит от площади поверхности кишечника и времени прохождения, поэтому длина аллотрансплантата определяет режим иммуносупрессии.  Внутривенное введение простагландина Е1 иногда проводят в течение первых 5–10 дней после трансплантации для улучшения кишечного кровообращения и потенциального устранения иммунодепрессивного эффекта.   Кишечник выборочно обеззараживается от флоры высокого риска, и проводятся профилактические меры против CMV и грибковых инфекций. 
Идеально начинать энтеральное питание как можно раньше после трансплантации. Поэтому для облегчения реабилитации быстро устанавливается зонд для кормления, подсоединяемый к желудку или тощей кишке.  Если функция желудочно-кишечного тракта восстанавливается, диета может быть восстановлена и осторожно изменена в зависимости от переносимости. Большинство пациентов отказываются от ПП в течение 4 недель после трансплантации, и почти все они освобождаются от дополнительных энтеральных добавок в течение одного года.  Доказательства восстановления функции включают снижение возврата гастростомической трубки и увеличение содержания газа и энтеросолюбильного содержимого в илеостоме.  Регулярную контрольную эндоскопию и биопсию через илеостому следует проводить с уменьшающейся частотой в течение нескольких месяцев, чтобы выявить признаки отторжения, в идеале до того, как проявятся клинические симптомы. Если пациент продолжает хорошо себя чувствовать в течение первого года после трансплантации, илеостома, как правило, закрывается. Если в будущем возникнет подозрение на отторжение, будет проведена эндоскопия и будет подобрана соответствующая терапия против отторжения. Среднее время выписки из больницы варьируется в зависимости от процедуры. Среднее время для изолированных трансплантатов кишечника, кишечника-печени и мультивисцеральных трансплантатов составляет 30, 60 и 40 дней после операции соответственно.  В течение первых нескольких месяцев должна нормализоваться способность к поглощению углеводов и аминокислот, а затем способность к поглощению жиров. Как только энтеральное питание сможет обеспечить все пищевые потребности, ПП можно прекратить.  Почти все пациенты с успешной трансплантацией избавляются от ПП в течение одного года. 

## Биологические осложнения
Трансплантация кишечника является самым редким выполняемым типом трансплантации из-за ряда специфических препятствий. Наиболее важным из них является глубокая иммуносупрессия, необходимая из-за способности кишечника вызывать сильные иммунные реакции. Из-за воздействия широкого спектра кишечной флоры и материалов, потребляемых организмом, кишечный эпителий обладает высокоразвитой врожденной иммунной системой и антигенпрезентирующими способностями. Иммуносупрессия является основной детерминантой исхода при трансплантации тонкой кишки; риск отторжения трансплантата увеличивается при недостаточной иммуносупрессии, а также при локальной и системной инфекции при чрезмерной иммуносупрессии.  Поэтому обеспечение соответствующей дозы иммунодепрессанта может быть затруднено, особенно потому, что как циклоспорин (14-36%), такролимус (8,5-22%), как правило, имеют низкую биодоступность.  Серьезной проблемой, связанной с иммуносупрессией у пациентов с трансплантацией кишечника, является посттрансплантационное лимфопролиферативное заболевание, при котором В-лимфоциты чрезмерно пролиферируют из-за инфекции ВЭБ и приводят к инфекционным мононуклеозоподобным поражениям.  Реципиенты кишечного трансплантата также подвержены риску хронической почечной недостаточности, поскольку ингибиторы кальциневрина токсичны для почек. Реципиент трансплантата должен оставаться на иммунодепрессантах до конца своей жизни. 
Кишечные трансплантаты очень восприимчивы к инфекции даже в большей степени, чем стандартный реципиент других органов с ослабленным иммунитетом, из-за большого состава и разнообразия кишечной флоры.  В пищеварительном тракте человека обитает сложный набор микроорганизмов с концентрациями до 10 4 –10 7 КОЕ /мл в тощей подвздошной кишке и 10 11 –10 12 КОЕ/мл в толстой кишке.  Хотя подавление иммунной системы может предотвратить иммунную атаку на новый аллотрансплантат, оно также может лишить иммунную систему способности ограничивать определенные популяции кишечных микробов. Несмотря на предварительную и постдеконтаминацию трансплантата, реципиенты подвержены риску местного и системного инфицирования как природной, так и внешней флорой. Общим симптомом дисфункции трансплантата, будь то из-за инфекции, отторжения или какого-либо другого состояния, является диарея . 

## Результаты и влияние трансплантации
В последние годы результаты трансплантации кишечника значительно улучшились. Несмотря на небольшое несоответствие в процентах выживаемости между центрами в Северной Америке, Европе, Австралии и других странах, показатели выживаемости при трансплантации кишечника в основном приближаются к показателям выживаемости при трансплантации легких .  Приживаемость трансплантата в течение одного года для изолированной кишки в настоящее время колеблется около 80%, а для кишечно-печеночной и мультивисцеральной — 70%. За тот же период времени выживаемость пациентов с изолированным кишечным трансплантатом может даже превышать 90%, в то время как более сложные мультиорганные трансплантаты не показывают никакого увеличения выживаемости пациентов по сравнению с пациентами, выживающими только с кишечным трансплантатом.  Пятилетняя выживаемость пациентов и трансплантатов колеблется от 50 до 80% (в среднем 60%), в зависимости от основного заболевания и предоперационной заболеваемости . Очень молодые (<1 года) и очень старые (>60 лет) пациенты, получающие трансплантат, имеют выраженные показатели смертности.   Через 4 года педиатрическая выживаемость значительно ухудшается по сравнению со взрослыми. 
Несколько факторов, связанных с лучшим прогнозом для пациента и трансплантата, оказались статистически значимыми. У пациентов, которые были госпитализированы для трансплантации непосредственно из дома, а не в больнице, у более молодых пациентов старше одного года, у тех, кто получает свою первую трансплантацию, у тех, кто получает трансплантацию в опытных центрах трансплантологии, и у тех, кто получает индукционную терапию на основе антител или сиролимуса, выживаниемость выше . Кроме того, было обнаружено, что лежащая в основе этиология  наличие сопутствующих заболеваний, частота предшествующих хирургических вмешательств, состояние питания и уровень функции печени влияют на выживаемость пациентов с трансплантатами.  Было обнаружено, что пациенты с дотрансплантационным диагнозом заворота имеют более низкий риск смертности.  По состоянию на 2008 год самый длинный зарегистрированный выживший трансплантат просуществовал 18 лет.  В период с 1999 по 2008 год в США была проведена 131 процедура ретрансплантации. 
Улучшение качества жизни после трансплантации кишечника является значительным. Считается, что среди выживших пациентов через 6 месяцев после трансплантации у 70% полностью восстановилась функция кишечника, у 15% — частичная, а у 15% трансплантаты были удалены.   Для тех, у кого функция восстановлась полностью, автономия энтерального питания высока. Возможность возобновить обычную деятельность, такую как способность потреблять пищу и осуществлять контроль над пищеварительной функцией, безусловно, является долгожданным возвращением к нормальной жизни для пациентов. Низкое качество жизни, вызванное кишечной недостаточностью, нередко дополняется значительной психосоциальной инвалидностью и наркотической зависимостью . Было обнаружено, что после трансплантации они обычно уменьшаются.  Согласно опросам, сравнивающим пациентов, перенесших и не перенесших трансплантацию, у реципиентов, по-видимому, наблюдается заметное улучшение в таких областях, как тревожность, депрессия, внешний вид, стресс, воспитание детей, импульсивность, оптимизм, соблюдение врачебных предписаний и качество межличностных отношений.   

## Финансовые соображения
Получение трансплантата любого вида является очень значительным вложением в финансовом отношении, но успешная трансплантация может быть очень рентабельной по сравнению с альтернативными методами лечения. Общие расходы на содержание ПП в домашних условиях могут достигать 150 000 долларов в год, хотя фактическая стоимость питания обычно составляет всего 18–22 доллара в день.   Сюда не входят расходы на дополнительную поддержку на дому, оборудование и уход за осложнениями, связанными с ПП. Стоимость трансплантации кишечника, включая первоначальную госпитализацию для трансплантации, может варьироваться от 150 000 до 400 000 долларов, а повторные госпитализации являются обычным явлением в течение второго года. Через два-три года после трансплантации финансовые затраты на трансплантацию достигают паритета с ПП и становятся более рентабельными.  